# Pedro Hernández Calderón
Pedro Hernández Calderón (Guadalajara, Jalisco 21 de junio de 1981) es un exfutbolista mexicano que jugaba en la posición de guardameta vistió las camisetas de muchos clubes entre ellos destacan Delfines de Coatzacoalcos, Club Santos Laguna, Atlas de Guadalajara, Club Necaxa y Club Irapuato. Actualmente es el entrenador de porteros del Chiapas Fútbol Club de la Liga MX.

## Trayectoria
Su primer equipo fue los Delfines de Coatzacoalcos de la Primera Divsión A hasta que para el Apertura 2005 fue registrado al primer equipo del Club Santos Laguna ya en el máximo circuito debutó en la jornada 1 en un Santos 1 - 2 Pumas UNAM donde ingresó de cambio al minuto 78 en sustitución de Mauricio Caranta, con el club jugó 5 partidos recibiendo 7 goles.
En el draft del Clausura 2006 se fue al Atlas de Guadalajara.
Después de varias temporadas como portero de reserva, comenzó el Clausura 2009 como el primer portero para Atlas. 
Atlas lo prestó al Club Necaxa en 2009, y regresó al club en otro préstamo por seis meses en diciembre de 2010.
Jugó la final del Bicentenario 2010 con Necaxa en el que derrotaron a León 4-2 en el marcador global.
Se convierte en refuerzo del Club Irapuato para el clausura 2012.

## Clubes
| Club                      | País   | Año       |
| ------------------------- | ------ | --------- |
| Delfines de Coatzacoalcos | México | 2003-2005 |
| Club Santos Laguna        | México | 2005-2006 |
| Jaguares de Tapachula     | México | 2006-2007 |
| Atlas de Guadalajara      | México | 2007-2010 |
| Club Necaxa               | México | 2010-2011 |
| Club Irapuato             | México | 2011-2012 |